# Distrito de Gex
El distrito de Gex (en francés arrondissement de Gex) es una división administrativa francesa del departamento de Ain, en la región de Auvernia-Ródano-Alpes. Su capital, y subprefectura del departamento, es Gex.

## Historia
Cuando se creó en 1790 el departamento de Ain, el distrito de Gex no fue uno de los distritos del departamento; el distrito fue creado en 1815. En 1926, el distrito fue eliminado pero fue restaurado en 1933.

## Geografía
El distrito de Gex tiene una superficie de 426.2 km², el mayor del departamento. Su población, en 2014, es de 88 200, y una densidad poblacional de 209,29 habitantes/km².
Se encuentra en el extremo nororiental del departamento. Limita al norte y noroeste con el departamento de Jura, al noreste y este con Suiza, al sureste con el departamento de Alta Saboya y al suroeste con el distrito de Nantua.
En el distrito se diferencian dos zonas:
- La  montaña, que culmina en el Crêt de la Neige a 1720 metros de altitud, la montaña más alta del departamento. En las partes altas se aprovechan las praderas alpinas en la producción de leche para el famoso queso bleu de Gex. Las laderas están cubiertas con bosques.
- Los llanos, con una altitud entre 350 y 600 metros. Es una zona densamente poblada y en curso de urbanización.

## División territorial

### Cantones
Luego de la reorganización de los cantones en Francia, los cantones no son subdivisiones de los distritos por lo que pueden tener comunas que pertenecen a distritos diferentes.
Los cantones en el distrito de Gex son:
1. Bellegarde-sur-Valserine (parcialmente, solamente 2 comunas de las 15 en el distrito)
2. Gex
3. Saint-Genis-Pouilly
4. Thoiry

### Comunas
Los comunas, con sus códigos, del distrito de Gex son:
1. Cessy (01071)
2. Challex (01078)
3. Chevry (01103)
4. Chézery-Forens (01104)
5. Collonges (01109)
6. Confort (01114)
7. Crozet (01135)
8. Divonne-les-Bains (01220)
9. Échenevex (01153)
10. Farges (01158)
11. Ferney-Voltaire (01160)
12. Gex (01173)
13. Grilly (01180)
14. Lancrans (01205)
15. Léaz (01209)
16. Lélex (01210)
17. Mijoux (01247)
18. Ornex (01281)
19. Pougny (01308)
20. Prévessin-Moëns (01313)
21. Péron (01288)
22. Saint-Genis-Pouilly (01354)
23. Saint-Jean-de-Gonville (01360)
24. Sauverny (01397)
25. Sergy (01401)
26. Ségny (01399)
27. Thoiry (01419)
28. Versonnex (01435)
29. Vesancy (01436)